# Limba javaneză
Javaneza este limba celui mai numeros grup etnic din Indonezia. Este vorbită în principal în insula indoneziană Java, dar ca urmare a colonizărilor efectuate de guvernul indonezian comunități vorbitoare de javaneză se află și în alte insule.
În ciuda numărului mare de vorbitori ca limbă maternă, nu are statut de limbă oficială.